# Roodbuikaasgarnaal
De roodbuikaasgarnaal (Hemimysis lamornae) is een aasgarnalensoort uit de familie van de Mysidae. De wetenschappelijke naam van de soort werd in 1856 voor het eerst geldig gepubliceerd door Couch als Mysis lamornae. Het is een kleine schaaldier die leeft in ondiep water op een diepte van 5 tot 20 meter.

## Beschrijving
De roodbuikaasgarnaal wordt ongeveer 8 tot 10 mm groot en is felrood of oranje gekleurd, met name op de buik. De zwarte ogen zijn zeer groot, bijna bolvormig, en reiken tot buiten de zijranden van het rugschild uit. De geleedpotige heeft geen schaar- en looppoten, alleen geveerde zwempootjes waarmee het zich door het water kan voortbewegen.

## Verspreiding
De roodbuikaasgarnaal komt in de Noordzee, de Oostzee, de Middellandse Zee en de Zwarte Zee. In Nederland wordt de roodbuikaasgarnaal plaatselijk waargenomen op sommige plaatsen in de Oosterschelde, maar met name aan de zuidwestkust van het Grevelingenmeer.